# Oldřich a Boženka
Oldřich a Boženka je opera českého skladatele Ilji Hurníka na vlastní libreto podle pověsti o českém knížeti Oldřichovi a jeho ženě Boženě, známé především z podání Dalimilovy kroniky.

## Vznik, historie a charakteristika
Opera vznikla již v polovině 80. let 20. století, premiéru však měla až ve studiu brněnské Janáčkovy akademie múzických umění 1. června 1997. Nedlouho poté, v roce 1999, ji úspěšně nastudovalo Slezské divadlo Opava. To se s ní představilo i na 4. ročníku festivalu českého hudebního divadla OPERA '99, v níž získalo cenu laické poroty („Libušku“); ta ocenila jak inscenaci samotnou, tak „dramaturgický počin divadla a samotné dílo Ilji Hurníka, jeho rozkošné libreto a hudbu“. Opavské divadlo ji předvedlo v následujícím roce i na Smetanově Litomyšli.
Obsah opery, odehrávající se v Brdech a na Vyšehradě, vychází ze známé pověsti. Kníže Oldřich, trochu poeta spíše než vládce, se zamiluje do prosté, upřímné a čistotné dívky Boženky. Její zápal pro hygienu prokáže svou cenu, když na Vyšehrad přijede panovačný německý císař Jindřich právě v den velkého prádla. Boženka rezolutně vysvleče svého manžela, císaře i jejich ozbrojené družiny a prozatímně je navleče do dlouhých košil, a zatímco se prádlo suší, státníci zjišťují, že státoprávní poměr českého knížectví v říši se nejvěcněji řeší v podvlékačkách. Libreto má formu číslové komické opery první poloviny 19. století, mluvenou prózu střídají naivně veršované zpívané části.
Skladatel se vyjádřil, že se v opeře pokoušel najít „balanc mezi hravým veselím a dramatickou vážností“. Skladatelův syn Lukáš Hurník označuje otcovu operu jako jasně postmoderní: Oldřich a Boženka „pod groteskní obálkou skrývá vrstvu „národní opery“ a pod ní řadu rovin etických, řeší otázky moci, státnosti, lásky“.
Původní předehru opery Ilja Hurník nakonec určil jako samostatnou skladbu pod názvem „Klicperovská předehra“. O jejím vzniku napsal: „Sluší se, aby opera měla předehru, která naznačí její hlavní témata. Jenže mi vzrostla na nějakých sedm minut. Představil jsem si diváky, jak budou čekat, až se zvedne opona, a tak dlouho by čekat neměli. Tak jsem z předehry udělal symfonickou skladbu pro koncerty...“

## Osoby a první obsazení
| osoba                    | hlasový obor      | premiéra (1.6.1997)                                     |
| ------------------------ | ----------------- | ------------------------------------------------------- |
| Boženka                  | lyrický soprán    | Alena Janáková / Martina Králíková                      |
| Její matka               | alt               | Jitka Beránková / Pavla Dittmannová                     |
| Oldřich, kníže           | baryton           | Tomáš Badura                                            |
| Vladyka Horanský         | bas               | Jiří Klecker / Petr Špaček                              |
| Krutana, jeho dcera      | dramatický soprán | Jana Ehrenbergerová / Hana Kostelecká                   |
| Viklan, rytíř            | tenor             | Petr Julíček / Marek Olbrzymek                          |
| Raroh, host              | bas               | Zdeněk Plech / Jiří Štancl                              |
| Císař                    | tenor             | Richard Samek / Antonín Valenta                         |
| Boženčiny kamarádky      | …                 | Martina Čičmancová, Jaroslava Hýlová, Naděžda Kenderová |
| Rytíři                   | …                 | Daniel Balatka, Tomáš Kořínek, Michal Večeřa            |
| Dirigent: Jaromír Krygel |                   |                                                         |
| Režie: Alena Vaňáková    |                   |                                                         |
| Výtvarník: Karel Zmrzlý  |                   |                                                         |

## Děj opery

### 1. dějství

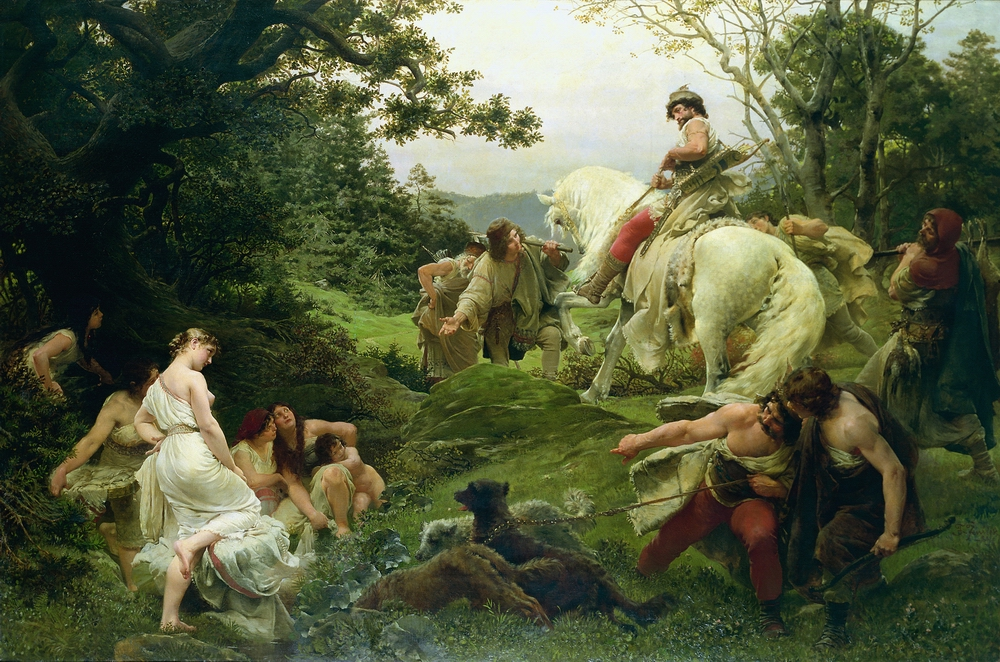
Setkání Oldřicha s Boženou, studie Františka Ženíška z roku 1884.

V chaloupce pod bílou skálou nad Berounkou žije chudá vdova s dcerou Boženkou, vesnickou pradlenou. Boženka je milé a pohledné děvče, až úzkostlivě čistotné. Vyhlíží si ženicha, ale zatím všechny nápadníky z okolí odmítla. Právě se chystá vyprat v řece prádlo. U chalupy se zastaví skupina rytířů z družiny kníže Oldřicha, kterého vyjeli doprovázet na lov do brdských lesů. Rytíři, mezi nimi Raroh a Viklan, laškují se sličnou pradlenou, ta je ale odkazuje do svých mezí. Rytíře dostihne knížecí rada, vladyka Horanský, a vyčiní jim: zatímco se zde zapovídali s venkovankou, knížete ztratili. Rytíři reptají a raroh, který má Oldřicha ve zvláštní nelásce, rozdmýchává nenávist k němu i ve svém příteli Viklanovi. Všichni se loudají hledat svého vládce.
Boženka pak začíná s praním. V tom se objeví švarný mladý muž v rytířském odění. Je prostou, zdravím kypící a upřímnou dívkou okouzlen, a když ta pokračuje svědomitě ve své práci, snaží se jí neohrabaně pomáhat. Jeho znalosti o oděvech jsou stejně slabé jako jeho prací dovednosti, ale když musí odejít, slibuje Božence, že se brzy vrátí a přinese jí pravý knížecí háv. Boženka nad tím mávne rukou jako nad planou řečí, přiznává si však, že se jí neznámý muž tuze zalíbil.

### 2. dějství
(1. obraz) Mladík, který Božence pomáhal s prádlem, je sám český kníže Oldřich. Dorazil zpět na Vyšehrad jako první a krásná pradlena mu nejde z mysli. Teprve nyní se vracejí vladyka Horanský a knížecí družina; Horanský se knížeti omlouvá za to, že mu na lovu nestačili. Oldřich omluvu přijímá, má však pro ně důležitější zprávu. Jak vědí, Oldřich má věk na ženění a císař Jindřich mu vnucuje jakousi princeznu z Říše, Oldřich si však vyvolil choť z domácího, českého rodu. Tento výrok rozradostní zejména Horanského, jehož jásot je však předčasný: vládce si nehodlá vzít jeho urozenou dceru Krutanu, jak se vladyka domníval, ale prostou vesnickou dívku Boženku. Vysílá za Boženou námluvní poselstvo v čele s Horanským, které má dívku slavnostně přivést na Vyšehrad, aby se stala kněžnou.
Horanský se knížecímu rozhodnutí volky nevolky podrobný, ne však zhrzená Krutana. Ze žárlivosti chce dát Boženku zabít. Hodlá tímto úkolem pověřit rytíře Viklana, o němž ví, že jí je z neopětované lásky bezmezně oddán. Viklad se zdráhá a nenachází ke krutému činu odvahu, přihlásí se však raroh, jenž jeho rozmluvu s Krutanou vyslechl, a nabízí, že vraždu provede sám.
(2. obraz) Před chalupou postává Boženka a výjimečně se nevěnuje domácím pracím: její mysl je stále u rytíře, kterého každou chvíli očekává a zdaleka vyhlíží. Přikrade se k ní Raroh a pokusí se Boženku zabít dýkou, ale než stačí zločin vykonat, objeví se knížecí poselstvo. Horanský viděl rarohův skutek a rozkazuje ho usmrtit. Božence pak sděluje, že si ji vyvolil za ženu český panovník, a vyzývá ji, aby se s nimi odebrala na knížecí hrad. Boženka se vzpírá, protože čeká na návrat svého rytíře, ale podlehne matčinu přemlouvání a podrobí se Horanského příkazu.

### 3. dějství
(1. obraz) Krutana čeká na ohlášení Boženčiny smrti, ale Viklan jí přináší zprávu, že Boženka nástraze unikla, naopak Raroh zaplatil životem. Přemlouvá Krutanu, aby se smířila se situací a spokojila se s jeho láskou někde v klidu mimo knížecí dvůr. Ale Krutana zuří a Viklana s výsměchem odmítá.
Horanský a jeho rytíři se vracejí na Vyšehrad. Oldřich se hned vyptává po Božence, která v průvodu schází. Vladyka vysvětluje, že se dívka zastavila dole u Vltavy, aby si nejdříve přeprala suknice. Brzy přijde, a nikoli sama. Průvod vyvolal pozornost po celém kraji a Boženka po cestě přizvala plno děvčat, aby ji na Vyšehrad doprovodily – snad se některá se dívka zalíbí knížeti více a ona si bude moci vzít svého rytíře. Horanský však musí Oldřicha uvědomit i o zákeřném úkladu o Boženčin život, který se podařilo v posledním okamžiku odvrátit. Viník raroh již byl potrestán, jeho motiv je však neznámý. Zneuznaný Viklan přispěchá s informací, že si Boženčinu vraždu objednala Krutana. Vášnivá Krutana se k činu doznává a trestu uniká skokem z vyšehradských hradeb do Vltavy.
Obklopena dívkami konečně přichází i Boženka. Až nyní zjišťuje, že její rytíř je sám kníže Oldřich. Padá mu do náručí, ale když v ní spočine, zpozoruje skvrnu na Oldřichově plášti. Dvorské obřady i milostné vrkání musí stranou, nejdříve je třeba Oldřichovo šatstvo důkladně vyprat. A než se kníže vzpamatuje, stojí před shromážděným dvořanstvem v podvlékací košili.
(2. obraz) Štěstí Oldřicha a Boženy se staví do cesty ještě jedna významná překážka. Císař Jindřich se dozvěděl o chystaném sňatku a rozlícen vzpurností českého knížete, jenž odmítl nabízenou nevěstu, vyrazil ihned s ozbrojeným průvodem do Čech. Podiví se, když nachází knížete ve spodním prádle; na Vyšehradě se opět pere. Zaskočený kníže představuje císaři svou nevěstu a Božence přitom neujde nečistota na Jindřichově cestovním oděvu. Její představa o tom, jak prokázal vzácnému hostu čest, je jasná. Boženčinu ráznému zásahu se císař nestačí vzepřít a vzápětí stojí oba monarchové proti sobě ve spodních košilích. Namísto hněvu se Jindřich rozchechtá a Oldřich se k němu přidává. Než císařské roucho uschne, všechny politické rozpory se vyřeší. Císař uznává, že Boženčině kráse, ctnosti i vervě nelze odolat, odpouští Oldřichovi a přeje oběma novomanželům štěstí. Jindřich se svou čeledí se vydávají na cestu zpět do Němec a na Vyšehradě se rozezní svatební píseň.

## Instrumentace
1 flétna, 1 pikola, 1 hoboj, 1 klarinet (+basklarinet), 2 fagoty; 2 lesní rohy, 2 trubky, 3 pozouny, 1 tuba; tympány, bicí souprava; harfa; smyčce (housle, violy, violoncella, kontrabasy).